# Gudrun Ehlert
Gudrun Ehlert (* 1958 in Hamburg) ist eine deutsche Sozialarbeitswissenschaftlerin. 
Gudrun Ehlert promovierte 1995 an der Universität Hannover. Seit 1993 ist sie an der Hochschule Mittweida als Professorin tätig und war dort von 2009 bis 2012 und von 2015 bis 2018 Dekanin der Fakultät Soziale Arbeit.